# 法爾雪平
法爾雪平（瑞典語：Falköping）是瑞典西約塔蘭省法尔雪平市镇的城区，2010年，有人口16,350人。